# Hỏa Lựu
Hỏa Lựu là một xã thuộc thành phố Cần Thơ, Việt Nam.

## Địa lý
Xã Hỏa Lựu có vị trí địa lý:
- Phía đông giáp xã Vĩnh Thuận Đông
- Phía tây giáp tỉnh An Giang
- Phía nam giáp xã Vĩnh Viễn
- Phía bắc giáp phường Vị Thanh.

Xã Hỏa Lựu có diện tích là 59,68 km², dân số năm 2024 là 24.095 người, mật độ dân số đạt 403 người/km².

## Lịch sử
Ngày 20 tháng 9 năm 1975, Bộ Chính trị ban hành Nghị quyết số 245-NQ/TW về việc hợp nhất tỉnh Cần Thơ (ngoại trừ huyện Thốt Nốt), tỉnh Sóc Trăng, tỉnh Trà Vinh, tỉnh Vĩnh Long thành một tỉnh, tên gọi tỉnh mới cùng với nơi đặt tỉnh lỵ sẽ do địa phương đề nghị lên.
Ngày 20 tháng 12 năm 1975, Bộ Chính trị ban hành Nghị quyết số 19/NQ về việc hợp nhất tỉnh Cần Thơ (bao gồm cả huyện Thốt Nốt của tỉnh Long Xuyên), tỉnh Sóc Trăng thành một tỉnh mới, tên gọi tỉnh mới cùng với nơi đặt tỉnh lỵ sẽ do địa phương đề nghị lên.
Ngày 24 tháng 2 năm 1976, Chính phủ Cách mạng lâm thời Cộng hòa miền Nam Việt Nam ban hành Nghị định số 3/NQ/1976 về việc hợp nhất tỉnh Cần Thơ, tỉnh Sóc Trăng và thành phố Cần Thơ thành một tỉnh mới, lấy tên là tỉnh Hậu Giang.
Ngày 21 tháng 4 năm 1979, Hội đồng Chính phủ ban hành Quyết định số 174-CP về việc chia xã Hỏa Lựu thuộc huyện Long Mỹ thành xã Hỏa Lựu và xã Hỏa Tuyến (Hỏa Tiến).
Ngày 26 tháng 10 năm 1981, Hội đồng Bộ trưởng ban hành Quyết định số 119-HĐBT về việc:
- Thành lập huyện Mỹ Thanh thuộc tỉnh Cần Thơ.
- Chuyển xã Hỏa Lựu thuộc huyện Long Mỹ về huyện Mỹ Thanh mới thành lập quản lý.

Ngày 6 tháng 4 năm 1982, Hội đồng Bộ trưởng ban hành Quyết định số 64-HĐBT về việc đổi tên huyện Mỹ Thanh thành huyện Vị Thanh thuộc tỉnh Hậu Giang. Xã Hỏa Lựu và xã Hỏa Tuyến (Hỏa Tiến) trực thuộc huyện Vị Thanh.
Ngày 26 tháng 12 năm 1991, Quốc hội ban hành Nghị quyết về việc chia tỉnh Hậu Giang thành tỉnh Cần Thơ và tỉnh Sóc Trăng.
Ngày 1 tháng 7 năm 1999, Chính phủ ban hành Nghị định số 45/1999/NĐ-CP về việc:
- Thành lập thị xã Vị Thanh thuộc tỉnh Cần Thơ.
- Chuyển xã Hỏa Lựu và xã Hỏa Tiến thuộc huyện Vị Thanh về thị xã Vị Thanh mới thành lập quản lý.

Ngày 12 tháng 5 năm 2003, Chính phủ ban hành Nghị định số 48/2003/NĐ-CP về việc thành lập Phường VII thuộc thị xã Vị Thanh trên cơ sở 616 ha diện tích tự nhiên và 6.625 nhân khẩu của xã Hỏa Lựu.
Sau khi điều chỉnh địa giới hành chính, xã Hỏa Lựu còn lại 1.711 ha diện tích tự nhiên và 7.122 nhân khẩu.
Ngày 26 tháng 11 năm 2003, Quốc hội ban hành Nghị quyết số 22/2003/QH11 về việc chia tỉnh Cần Thơ thành thành phố Cần Thơ trực thuộc trung ương và tỉnh Hậu Giang. Khi đó, xã Hỏa Lựu và xã Hỏa Tiến thuộc thị xã Vị Thanh, tỉnh Hậu Giang.
Ngày 27 tháng 10 năm 2006, Chính phủ ban hành Nghị định số 124/2006/NĐ-CP về việc thành lập xã Tân Tiến thuộc thị xã Vị Thanh trên cơ sở 2.202,12 ha diện tích tự nhiên và 7.089 nhân khẩu của xã Hỏa Tiến.
Sau khi điều chỉnh địa giới hành chính, xã Hoả Tiến còn lại 2.380,74 ha diện tích tự nhiên và 4.255 người.
Ngày 23 tháng 9 năm 2010, Chính phủ ban hành Nghị quyết số 34/NQ-CP về việc thành lập thành phố Vị Thanh thuộc tỉnh Hậu Giang. Xã Hỏa Lựu, xã Hỏa Tiến, xã Tân Tiến trực thuộc thành phố Vị Thanh.
Tính đến ngày 31/12/2024:
- Xã Hỏa Lựu có 6 ấp: Mỹ 1, Thạnh Bình, Thạnh Đông, Thạnh Phú, Thạnh Trung, Thạnh Lợi.
- Xã Hỏa Tiến có 5 ấp: Thạnh Thắng, Thạnh Quới 2, Thạnh Hòa 2, Thạnh Xuân, Thạnh An.
- Xã Tân Tiến có 6 ấp: Mỹ Hiệp 1, Mỹ Hiệp 2, Mỹ Hiệp 3, Thạnh Quới 1, Tư Sáng, Thạnh Hòa 1.

Ngày 12 tháng 6 năm 2025, Quốc hội ban hành Nghị quyết số 202/2025/QH15 về việc sắp xếp đơn vị hành chính cấp tỉnh (nghị quyết có hiệu lực từ ngày 12 tháng 6 năm 2025). Theo đó, sáp nhập tỉnh Hậu Giang và tỉnh Sóc Trăng vào thành phố Cần Thơ.
Ngày 16 tháng 6 năm 2025:
- Quốc hội ban hành Nghị quyết số 203/2025/QH15[16] về việc Sửa đổi, bổ sung một số điều của Hiến pháp nước Cộng hòa xã hội chủ nghĩa Việt Nam. Theo đó, kết thúc hoạt động của đơn vị hành chính cấp huyện trong cả nước từ ngày 1 tháng 7 năm 2025.
- Ủy ban Thường vụ Quốc hội ban hành Nghị quyết số 1668/NQ-UBTVQH15[17] về việc sắp xếp các đơn vị hành chính cấp xã của thành phố Cần Thơ năm 2025 (nghị quyết có hiệu lực từ ngày 16 tháng 6 năm 2025). Theo đó, sáp nhập toàn bộ 23,81 km² diện tích tự nhiên, quy mô dân số là 9.216 người của xã Hỏa Tiến và toàn bộ 18,74 km² diện tích tự nhiên, quy mô dân số là 5.792 người của xã Tân Tiến vào toàn bộ 17,13 km² diện tích tự nhiên, quy mô dân số là 9.087 người của xã Hỏa Lựu thuộc thành phố Vị Thanh, tỉnh Hậu Giang.

Xã Hỏa Lựu có 59,68 km² diện tích tự nhiên và quy mô dân số là 24.095 người.